# NGC 234
NGC 234 est une galaxie spirale intermédiaire située dans la constellation des Poissons. NGC 234 a été découverte par l'astronome germano-britannique William Herschel en 1784.

## Caractéristiques
Sa vitesse par rapport au fond diffus cosmologique est de 4 120 ± 24 km/s, ce qui correspond à une distance de Hubble de 60,8 ± 4,3 Mpc (∼198 millions d'al).
La classe de luminosité de NGC 234 est III et elle présente une large raie HI.